# トーマス・ヘンリー・アイリッジ
トーマス・ヘンリー・アイリッジ（1799年9月26日 - 1851年5月13日、英語：Thomas Henry Illidge）は、イギリスの肖像画家である。

## 略歴と作品

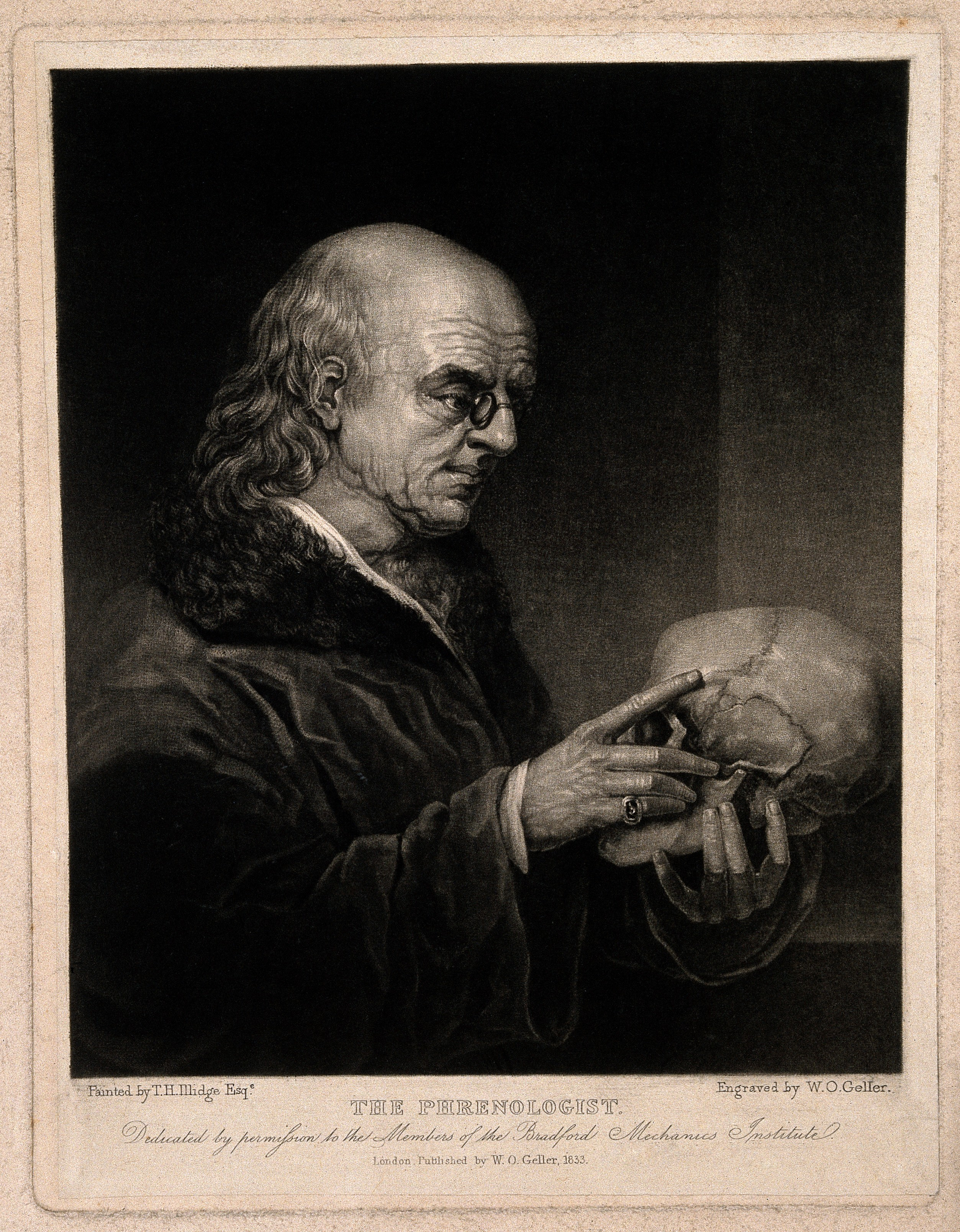
作品例：アイリッジの絵画を基にしたウィリアム・オーバーエンド・ゲラーによるメゾチント

1799年9月26日にイングランドのバーミンガムで生まれる。チェシャー州ナントウィッチ近くに住む家族の一員であった。父親はマンチェスターに移住し、若くして亡くなったため、残された子供のいる家族は不運な生活を強いられることになった。アイリッジはマンチェスターで教育を受けた上で線画を教えた。その後、マザー・ブラウンやウィリアム・ブラッドリーの門下生となった。当初は風景画を試みていたが、早くに結婚し、結果的にはより有益な試みとして肖像画を始めることにした。
アイリッジはランカシャー州の重要な製造業の町において肖像画家としての成功を収めた。そこで地元の市民や財界の名士達の肖像画を多く描いた。1827年からはリヴァプール芸術院で頻繁に作品を展示するようになった。1842年、ロンドンに戻ったアイリッジはその時から王立芸術院で一定期間作品を展示した。1844年に王立芸術院会員のヘンリー・ペロネ・ブリッグスが亡くなった後、バークリー広場のブルートン通りにある病死した画家の自宅の賃貸借契約権を購入した。そこは彼が大衆的かつ流行りの肖像画家として活動を開始した場所でもあった。
1851年5月21日に突然の熱病により没した。